# Indiiana
Indiiana, właściwie Indiana Buenting (ur. 28 sierpnia 1997) – holendersko-dominikańska piosenkarka, producentka muzyczna, kompozytorka oraz autorka tekstów znana w Polsce najbardziej z gościnnych występów w utworach portugalskiego DJ Drenchilla.

## Życiorys

### Kariera muzyczna
Jej pierwszym utworem był, stworzony wraz z Heimlichem, singel „Sharks” dostał się on do 2 niemieckich list przebojów: Dance-Charts oraz Deutsche Dj Playlist.
Drugim singlem Indiianay był utwór „Hey Hey” (utwór Drenchilla z gościnnym występem Indiiany) wydany przez wytwórnię Sony Music. Dostał się on jedynie do niemieckiej listy Dance-Charts; jego najwyższą pozycją na tej liście było miejsce 63. Znalazł się także na liście Deutsche Dj Playlist, gdzie znalazł się na 10. pozycji. Następnie artysta kontynuował współpracę z piosenkarką.
Ich następną piosenką był utwór „Freed from Desire” (cover singla Gali Rizzatto o tym samym tytule). Oprócz wcześniej wymienianych list znalazł się on na 1. miejscu polskiej listy AirPlay – Top (był on najbardziej popularnym singlem Drenchilla w Polsce) oraz na 4. pozycji rosyjskiej listy projektu muzycznego Tophit.
W 2019 roku nagrała wraz z Drenchillem utwór „Never Never”. Został on najpopularniejszym singlem tego artysty na terenie Francji oraz Belgii – dostał się on do list przebojów polskiej, rosyjskiej, niemieckich, francuskiej oraz do wskazówek w obu belgijskich listach (Ultratop 50 Singles z Flandrii oraz Ultratop 50 Singles z Walonii). Występowała w tym roku także w singlu We R Saints pt. „Shelter Me”, jednak nie osiągnął on sukcesu.
Wraz z Drenchillem reprezentowała także Portugalię w 10., 11. oraz 12. edycji Konkursu Piosenki Naszej Eurowizji (zajmując kolejnie 28. 11. oraz 9. pozycję w półfinałach, nie dostając się do etapu końcowego).
W 2020 roku nagrała wraz z Drenchillem swój kolejny singel – „Forever Summer”. Znalazł się on na 9. pozycji polskiej listy, 503. miejscu zestawienia WNP. Dostał się on także do dwóch niemieckich list: na 3. i 5. miejsce. Występowała także w singlu Nora & Chris oraz Perfect Pitch pt. „Staring at the sun”. Singel stał się przebojem na terenie Austrii, gdzie dostał się do listy serwisu iTunes.
9 kwietnia 2021 roku wydała swój pierwszy solowy singel pt. „Mystery”. W serwisie Spotify został odtworzony prawie 4000 razy. 2 lipca wydała singel „Paradise”, w którym ponownie występuje wraz z Drenchillem. Dwa miesiące później wydała drugi solowy singel „Blurry”. W listopadzie wyszedł kolejny utwór Indiiany i Drenchilla pt. „What You Say”, a pół miesiąca wcześniej trzeci solowy singel „River”.

## Dyskografia

### Single
Jako główna artystka
| Rok  | Tytuł     | Album            |
| ---- | --------- | ---------------- |
| 2021 | „Mystery” | Jeszcze nieznany |
| 2021 | „Blurry”  | Jeszcze nieznany |
| 2021 | „River”   | Jeszcze nieznany |

Jako artysta gościnny
| Rok                                                      | Tytuł                                                                       | Pozycja na liście przebojów | Pozycja na liście przebojów | Pozycja na liście przebojów | Pozycja na liście przebojów | Pozycja na liście przebojów | Pozycja na liście przebojów | Pozycja na liście przebojów | Pozycja na liście przebojów | Pozycja na liście przebojów | Certyfikat                | Sprzedaż       | Album |
| Rok                                                      | Tytuł                                                                       | BEL                         | BEL                         | FRA                         | GER                         | GER                         | POL                         | POL                         | WNP                         | WNP                         | Certyfikat                | Sprzedaż       | Album |
| Rok                                                      | Tytuł                                                                       | Fla                         | Wal                         | FRA                         | Dance                       | DJ                          | AirPlay                     | Nowości                     | Radio                       | Radio & YouTube             | Certyfikat                | Sprzedaż       | Album |
| -------------------------------------------------------- | --------------------------------------------------------------------------- | --------------------------- | --------------------------- | --------------------------- | --------------------------- | --------------------------- | --------------------------- | --------------------------- | --------------------------- | --------------------------- | ------------------------- | -------------- | ----- |
| 2016                                                     | „Sharks” (Heimlich, gościnnie: Indiiana)                                    | –                           | –                           | –                           | 97                          | 19                          | –                           | –                           | –                           | –                           |                           |                | —     |
| 2018                                                     | „Hey Hey” (Drenchill, gościnnie: Indiiana)                                  | –                           | –                           | –                           | 63                          | 10                          | –                           | –                           | –                           | –                           |                           |                | —     |
| 2018                                                     | „Freed from Desire” (Drenchill, gościnnie: Indiiana)                        | –                           | –                           | –                           | 10                          | 3                           | 1                           | 3                           | 4                           | 7                           | - POL: 4× platynowa płyta | - POL: 80 000+ | —     |
| 2019                                                     | „Never Never” (Drenchill, gościnnie: Indiiana)                              | –                           | –                           | 115                         | 1                           | 1                           | 8                           | 4                           | 103                         | 114                         | - POL: 2× platynowa płyta | - POL: 40 000+ | —     |
| 2019                                                     | „Shelter Me” (We R Saints, gościnnie: Indiana oraz Fya Tune)                | –                           | –                           | –                           | –                           | –                           | –                           | –                           | –                           | –                           |                           |                | —     |
| 2020                                                     | „Forever Summer” (Drenchill, gościnnie: Indiiana)                           | –                           | –                           | –                           | 5                           | 3                           | 3                           | 1                           | 503                         | –                           | - POL: platynowa płyta    | - POL: 20 000+ | —     |
| 2020                                                     | „Staring at the Sun” (Nora & Chris oraz Perfect Pitch, gościnnie: Indiiana) | –                           | –                           | –                           | –                           | –                           | –                           | –                           | –                           | –                           |                           |                | —     |
| 2021                                                     | „Paradise” (Drenchill, gościnnie: Indiiana)                                 | –                           | –                           | –                           | –                           | 12                          | –                           | –                           | –                           | –                           |                           |                | —     |
| 2021                                                     | „What You Say” (Drenchill, gościnnie: Indiiana)                             | –                           | –                           | –                           | –                           | –                           | –                           | –                           | –                           | –                           |                           |                | —     |
| „–” oznacza, że singel nie był notowany na danej liście. |                                                                             |                             |                             |                             |                             |                             |                             |                             |                             |                             |                           |                |       |

### Remiksy
Notowane remiksy utworów Indiiany
| Rok                                                      | Tytuł                           | Pozycja na liście przebojów | Pozycja na liście przebojów | Pozycja na liście przebojów | Pozycja na liście przebojów | Pozycja na liście przebojów | Album |
| Rok                                                      | Tytuł                           | TUR (Radio)                 | TUR (iTunes)                | AUT (iTunes)                | FRA (iTunes)                | NOR (iTunes)                | Album |
| -------------------------------------------------------- | ------------------------------- | --------------------------- | --------------------------- | --------------------------- | --------------------------- | --------------------------- | ----- |
| 2019                                                     | „Freed from Desire (DNF Remix)” | 42                          | –                           | –                           | –                           | –                           | —     |
| 2019                                                     | „Never Never (Cocomo Remix)”    | 47                          | 48                          | 52                          | –                           | –                           | —     |
| 2019                                                     | „Never Never (Skytech Remix)”   | –                           | –                           | –                           | 93                          | 85                          | —     |
| „–” oznacza, że singel nie był notowany na danej liście. |                                 |                             |                             |                             |                             |                             |       |

### Inne notowane utwory
| Rok                                                      | Tytuł                              | Pozycja na liście przebojów | Pozycja na liście przebojów | Pozycja na liście przebojów | Pozycja na liście przebojów | Album |
| Rok                                                      | Tytuł                              | TUR (Radio)                 | ITA (iTunes)                | POL (Dance Radio)           | FRA (iTunes)                | Album |
| -------------------------------------------------------- | ---------------------------------- | --------------------------- | --------------------------- | --------------------------- | --------------------------- | ----- |
| 2018                                                     | „Freed from Desire (Extended Mix)” | –                           | 35                          | 29                          | –                           | —     |
| 2019                                                     | „Never Never (Acoustic Mix)”       | 30                          | –                           | –                           | –                           | —     |
| 2019                                                     | „Never Never (Extended Mix)”       | –                           | –                           | –                           | 30                          | —     |
| „–” oznacza, że singel nie był notowany na danej liście. |                                    |                             |                             |                             |                             |       |

### Utwory dla innych artystów
| Rok  | Wykonawca     | Album | Utwór            | Uwagi  | Źr.    |
| ---- | ------------- | ----- | ---------------- | ------ | ------ |
| 2020 | Perfect Pitch | —     | „Fortune Teller” | słowa  | [ 48 ] |
| 2021 | Infinity      | —     | „Room 101”       | muzyka | [ 49 ] |

### Teledyski
| Tytuł                 | Rok                   | Reżyseria             | Produkcja             | Źr.                   |                       |
| Jako artysta gościnny | Jako artysta gościnny | Jako artysta gościnny | Jako artysta gościnny | Jako artysta gościnny | Jako artysta gościnny |
| --------------------- | --------------------- | --------------------- | --------------------- | --------------------- | --------------------- |
| „Hey Hey”             | 2020                  | nieznani              | nieznani              | [ 50 ]                |                       |
| „Freed from Desire”   | 2021                  | nieznani              | nieznani              | [ 51 ]                |                       |
| „Never Never”         | 2021                  | Benjamin Diedering    | Benjamin Diedering    | [ 52 ]                |                       |
| „Forever Summer”      | 2021                  | nieznani              | nieznani              | [ 53 ]                |                       |
| „Paradise”            | 2021                  | nieznani              | nieznani              | [ 54 ]                |                       |
| „What You Say”        | 2021                  | nieznani              | nieznani              | [ 55 ]                |                       |